# Avanguardia (mensile)
Avanguardia è una rivista mensile nazionale politico-culturale della destra radicale italiana.

## Storia
Nasce nel 1984 come bollettino interno del Fronte della Gioventù provinciale di Trapani mutuando il nome dal settimanale della legione SS italiana stampato nel 1944/45.
Nel 1986 dà vita al centro librario "Knut Hamsun", una libreria di vendita per corrispondenza dei testi caratterizzanti della destra radicale e neofascista. Si distingue da subito come espressione dell'area sociale e di 'sinistra' facente capo alla c.d. corrente "rautiana" del MSI.
A partire dal 1991 ha inizio un progressivo distacco dal partito, culminato nell'espulsione di Leonardo Fonte, già allora direttore responsabile del bollettino. La testata inizia così un percorso autonomo che si concretizzerà, nel 1992, nella costituzione della "Comunità politica di Avanguardia". Dopo una iniziale vicinanza anche operativa con l'area dell'estrema destra 'movimentista' egemonizzata dal movimento 'skinheads', ne prende progressivamente le distanze venendone a sua volta emarginata per le nette posizioni di appoggio e sostegno al nascente movimento dell'islamismo radicale e, in particolare, della repubblica islamica iraniana. È stato diretto fin dalla fondazione da Leonardo Fonte, che dal 1991 ne è diventato anche editore. La rivista è iscritta nel Registro Nazionale della Stampa dal 1996.
Nel 2002 i vertici del periodico sono stati indagati dalla Procura della repubblica di Trapani per "apologia di fascismo". L'indagine nel 2004 si è estesa ad altre città del Nord Italia. Nel 2010 il tribunale di Trapani ha condannato in primo grado Fonte a dieci mesi di reclusione e 5 redattori a tre mesi "per avere diffuso idee di discriminazione razziale nei confronti dello Stato d'Israele.
Nel corso del tempo le posizioni e la linea politica della rivista si connotano sempre più come decisamente eretiche nel panorama della Destra radicale italiana; in particolare, vengono rimarcati il rifiuto al supporto di qualsiasi campagna di contrasto al fenomeno dell'immigrazione extraeuropea, la vicinanza alla rivoluzione islamica iraniana che sfocerà nella elaborazione del "progetto politico-culturale 'Eurasia-Islam'" e i toni fortemente critici e talvolta sprezzanti nei confronti dell'ambiente neofascista italiano del dopoguerra, accusato di collusione e complicità con gli apparati militari e di polizia dello Stato e della NATO durante la stagione della "strategia della tensione".
Tale polemica, spesso violenta, ha determinato un suo progressivo isolamento (e autoisolamento) dalla destra neofascista italiana.
Ha svolto anche attività editoriale pubblicando il romanzo di Giuseppe Lo Presti L'Indominio della discordanza, Camerati addio di Vincenzo Vinciguerra, e le ristampe di Waffen SS e "Hitler per mille anni" di Léon Degrelle.